# 15374 Тета
15374 Тета (15374 Teta) — астероїд головного поясу, відкритий 16 січня 1997 року.
Тіссеранів параметр щодо Юпітера — 3,642.